# Heteroscedasticidade
Heteroscedasticidade ou Heterocedasticidade é o fenômeno estatístico que ocorre quando o modelo de hipótese matemático apresenta variâncias para Y e X(X1, X2, X3,..., Xn) não iguais para todas as observações, contrariando o postulado : {\displaystyle var(u_{i})=\sigma ^{2}\qquad i=1,2,\cdots ,n} (o postulado quatro do modelo clássico de regressão linear).
Esta hipótese do Modelo Clássico de Regressão Linear pressupõe que a variância de cada termo de perturbação {\displaystyle u_{i}}, condicional aos valores escolhidos das variáveis explicativas, é algum número constante igual a {\displaystyle \sigma ^{2}}. Ou seja, este postulado é a da homoscedasticidade, ou igual (homo) dispersão (scedasticidade), isto é, igual variância.
Em outras palavras, a heterocedasticidade apresenta-se como uma forte dispersão dos dados em torno de uma reta; uma dispersão dos dados perante um modelo econométrico regredido.
Uma definição mais precisa seria na qual uma distribuição de frequência em que todas as distribuições condicionadas têm desvios padrão diferentes.
O contrário desse fenômeno, a homocedasticidade, se dá pela observância do postulado, isto é, os dados regredidos encontram-se mais homogeneamente e menos dispersos (concentrados) em torno da reta de regressão do modelo.
Sua detecção pode ser realizada por meio do Teste de White, que consiste num teste residual.
A heteroscedasticidade não elimina as propriedades de inexistência de viés e consistência dos estimadores de MQO, no entanto, eles deixam de ter variância mínima e eficiência, ou seja, não são os melhores estimadores lineares não-viesados (MELNV).
As medidas corretivas não são fáceis de serem implementadas. Se a amostra for grande, podemos obter os erros padrão com heteroscedasticidade corrigida segundo White dos estimadores de MQO e realizar inferências estatísticas com base nesses erros padrão. Por exemplo, no software Eviews, esta opção está disponível no menu quick, estimate equation, options e então seleciona-se a opção Heterokedasticity consistent coeficient covariance, White. 
Diferentemente, se olharmos os resíduos de MQO, podemos levantar hipóteses sobre o provável padrão da heteroscedasticidade e transformar os dados originais de tal forma que não haja heteroscedasticidade nos dados transformados.  
É comum seu acontecimento quando de pesquisas com dados em corte, ou seção transversal (cross section - observações de dados sobre unidades econômicas de diferentes tamanhos). 